# ジャングル (テレビドラマ)
『ジャングル』は、1987年2月27日 から12月25日まで、日本テレビ系列で毎週金曜20:00 - 20:54（JST）に全35話が放送された、東宝テレビ部制作の刑事ドラマ。
本項目では、1988年1月8日から9月2日まで、同時間帯にて全33話が放送された続編『NEWジャングル』（ニュー ジャングル）についても、併せて詳述するものとする。

## 概要
1972年より、約15年にわたって日本テレビ系列の金曜20時台にて放送されてきた、『太陽にほえろ!』シリーズの後番組として立ち上げられた作品であり、東京都新宿区に近い架空の「八坂（やさか）区」を管轄する、「八坂警察署」の刑事たちの人間味溢れる活躍が描かれる。『太陽にほえろ!』とは異なり、刑事部屋には常に10人以上の刑事が執務している大規模警察署を舞台としており、後述の通り当時としてはかなりのリアリティを追求した作りが志向された。また、音楽担当には林哲司が新たに起用され、撮影スタジオも国際放映から東宝スタジオへ移されているが、スタッフの一部は前番組より引き続き参加した者も複数見られる。

### リアル描写の例
- 殺人事件に対し警視庁本部から捜査第一課強行犯捜査係が八坂署に赴き、捜査本部が設置された上で捜査が行われる。
- 一つの事件に対して一係の刑事1〜2名が解決まで捜査に当たる。
- 一係や他の係の捜査員出席のもと会議室で津上が現場の状況等を説明、捜査員が捜査過程等を報告する。
- 拳銃は特に必要とした場合を除いて携帯しない（津上が判断し、携帯を指示する）。
- 拳銃の発砲も実在の警察と同様、適正だったかどうかをマスコミや社会に問われる。
- 犯人が銃器を所持している場合、津上の指示によって刑事全員に防弾チョッキの着用が命じられる（ジャングル最終回は自動小銃を所持する犯人を工事現場へ追いつめるが、現場への防弾チョッキの到着が間に合わず、津上の命令と小日向の指示を無視して突入した磯崎が小日向の援護射撃失敗により殉職する）。
- 犯人逮捕後、その供述が事実かどうかを確かめるため裏付け捜査が行われる[注釈 1]。
- 110番通報はまず警視庁本部の通信指令本部で受け付け、基幹系警察無線を通じて内容が八坂署に伝達され、最初は制服警官が現場に駆けつける（八坂署へ指令時刻を伝達した指令係、伝達を受けて応答した八坂署の刑事は記録に取るため必ず名乗り、交信は同時録音されている。八坂署で伝達を受ける刑事は、主に津上か佐久間）[注釈 2]。
- 殉職警察官の葬儀では刑事らは制服を着用する。磯崎の遺影に用いる写真も制服着用のものである。
- パトカーは車輌課（実在しない部署）から貸与され、その日最後に使った警察官が翌日の始業点検を行う。この始業点検を怠って緊走時にサイレンが鳴らなくなったエピソードも存在する[注釈 3]。
- 爆発物が発見された際は現場周辺に土嚢が積まれ、万一の爆発時に周囲の被害を軽減する措置が取られる[注釈 4]。

特に初期の「バラバラ事件」（全4回）、「広域窃盗事件」（全2回）の2編は、実際に起きた事件を元に描かれている。また、連続刑事ドラマとしては異例の1話完結ではなく、ドラマの進行に関係のない事件が並行して起こるという状況も盛り込まれ、事件発生から犯人逮捕までに概ね2 - 4話の時間がかけられた。「バラバラ事件」では犯人が指に接着剤を塗って常に指紋を残さない逃走術が再現されたり、「広域窃盗事件」では犯人をムササビと呼んだり、目の前で犯人を取り逃がす（捜査の過程であった事実）など、実際の警察の捜査がリアルに再現されている。

### 誕生までの経緯
当初の企画仮タイトルは『誰かが君を愛してる』で、アメリカのテレビドラマ『ヒルストリート・ブルース』を参考にして制作された。
キャストには当初、鹿賀と火野がそれぞれ異なる役でキャスティングされ、そのほかには斉藤慶子、東野英心、石橋蓮司、益岡徹らが候補として名を連ねた。また、前番組である『太陽にほえろ!PART2』に出演していた神田正輝、地井武男、長谷直美も続投という形でレギュラー候補に挙がっていた。実際には、同番組からは西山浩司のみが続投する形となり、また『太陽にほえろ!』にてレギュラー出演経験を持つ勝野洋・竜雷太の2名が参加する格好となった。

### 路線変更
『大型刑事ドラマ '87ニューモデル』のキャッチフレーズを引っさげてスタートした本作品は、日本テレビの看板シリーズであった『太陽にほえろ!』の後番組だけに広報面でもかなり力が入れられ、番組開始前には出演者によるトークショーなども開催された。初回平均視聴率は16.4%（ビデオリサーチ・関東地区）と堅調なスタートを切り、その後も10%台を維持していたものの、リアリティ重視の作風や複数の事件捜査が同時進行していく過程は、『太陽にほえろ!』をはじめそれまでの多くの刑事ドラマの基本フォーマットに慣れ親しんだ視聴者には容易に受け入れられず、TBSの『痛快なりゆき番組 風雲!たけし城』という強力な裏番組の前に伸び悩んだ。
この影響により、途中から一回の話で扱う事件を一本化するなどテコ入れを繰り返すも挽回には至らず、皮肉にも前番組のヒット要素だった「殉職」という展開を経て、年明けと共に『NEWジャングル』にリニューアル。放送末期には『たけし城』の失速もあり、最終話の視聴率も18.5%を記録するなど一定の躍進には繋がったものの、シリーズは1988年秋期をもって終了し、後番組には『もっとあぶない刑事』（セントラル・アーツ制作）が充てられた。
『NEWジャングル』への移行後は、番組初期からの路線を若干残しながらも、新レギュラーでまだ刑事としては経験が浅い成田浩平の成長をメインに、各刑事にスポットを当てた脚本となり、拳銃等の銃器携帯や使用などが過去の刑事ドラマと同じように急激に緩和された。前期のオープニングでも、浩平役の江口洋介が拳銃を構えるカットが多数挿入された。また、作中でも江口が歌う「ガラスのバレイ」が浩平のテーマとして位置付けられ、『浩平が逃走する容疑者を必死に追跡する』という場面ではBGMとして度々使用されるなど、『太陽にほえろ!』で見られた演出方法も用いられている。

## 登場人物・キャスト

### シリーズ共通レギュラー出演者
津上邦明
演 - 鹿賀丈史
刑事課捜査第一係長。階級は警部。妻・雅子とマンション住まいであり、私生活では愛妻家として夫婦2人の時間を大切にしている。また番組初期では、株に関心があり個人投資家であることをうかがわせる会話も見られた。職務の面では、「いかなる状況であれ、刑事は捜査に命を賭けるものではない」を信条としており、それに該当する無謀な行為に及んだ部下には厳しい対応も辞さない。また、残業は極力しないなど独自の哲学を持ち、常に堅実・冷静さの目立つ人物として描かれている。『ジャングル』の頃には各回ラストにて、清水婦警に「アサミちゃん」と声を掛けコーヒーを一杯頼むというくだりもしばしば盛り込まれており、その味の注文の仕方（苦いの、甘いの、など）で心情が表現されることもあった。
溝口平太
演 - 勝野洋
愛称・へいさん。警察学校では津上と同期生で、階級は警部補。昔気質の刑事で、若手刑事の教育係的なポジションを担う他、無秩序な若者の犯罪には怒りを表す熱血な一面もある。射撃の腕前は八坂署内で右に出る者はなく、犯人射殺命令が発令されると狙撃手に指名され、相手が犯罪者であるとは言え人を射殺することに心を痛める。津上と同じく子供に恵まれない家庭だったが、『NEWジャングル』第17話「同期生」にて妻の妊娠が判明する。酒が強くカラオケ好きで、自宅にはカラオケセットも設置している。口癖は「バカタレ」。
植松和夫
演 - 火野正平
愛称・かずさん。階級は警部補。過去に富山県で高校教諭をしていたという異色の経歴を持つ。自宅には洋酒と金魚鉢しかない謎多き人物であり、「殺されたくないから」という理由から独身を通している。このように、普段は何を考えているのか判らない不思議な雰囲気を漂わせているが、一方で女性への対応を心得ており、容疑者および参考人が女性の場合は他の刑事たちからの全幅の信頼を得て調書をとる。第23話「先生」では、教師時代に高校生の妊娠に対し教師として中絶を選択させたことが、刑事として殺人を許したのではないかという心の葛藤があることを明かす。長髪がトレードマークであったが、『NEWジャングル』に入ってから短髪に改めている。
明石亀雄（亀男）
演 - 安原義人
愛称・かめさん。階級は警部補。八坂署捜査一係の刑事では最も平凡で最も穏やかな人物であり、事件に際してもコツコツとした地道な捜査をしっかりとこなすなど、何事にも慎重でこまめな面が強調されている。当直勤務についた夜は何故か大きな事案が発生しないというジンクスを持つ。妻と1男1女の4人家族で官舎に暮らしており、小学校高学年の息子の粗暴な行動が悩みの種である。『NEWジャングル』第27話「家庭の中の秘密」では、妻が事件に関わったことから明石宅の家庭も描かれた。趣味は釣りで、『NEWジャングル』第18話「どこかで聞いた声」ではこの釣りのテクニックが容疑者逮捕に大いに役立つこととなる。
佐久間完治
演 - 山谷初男
愛称・かんさん。階級は巡査部長。若手刑事の監視役でもあり、何かと口うるさく説教をする。刑事部屋のヌシ的存在でもあり過去の事件をよく記憶している。家庭では次男が中学の時に家出してしまい、その後10年以上音信不通となっていたが、『ジャングル』第27話と第28話では、この次男が北海道で発見されたという設定で欠場。また第25話「若い野獣たち」では自宅が登場した他、妻と長男が他界していることにも触れられている。
九条有希
演 - 西山浩司
大阪府出身。小柄であるが抜群の運動神経を武器とする若手刑事の筆頭。短気で、何かにつけ文句を言いながら事に当たるが、捜査上の重要点にいち早く気がつく勘のよさも持ち合わせている。「有希」という名前のために、女性に間違えられやすいことが悩みでもある。磯崎・永井と同期。郷里の大阪に祖父がおり、『NEWジャングル』第22話｢イヤな予感｣では上京してきた祖父に絡んだエピソードが展開された。
水原美加
演 - 大沢逸美
『ジャングル』第30話より登場。退職した永井七重の後釜として、交通課から刑事課に転属した女性刑事で、八坂署に配置換えになる前は江南署での勤務経験を持つ。階級は巡査で中森と同期。大柄で九条とは捜査において凸凹コンビぶりを見せる。
清水麻美
演 - 加藤由美子
捜査一係婦警。彼女の入れたコーヒーは、刑事課の一服の清涼剤代わりとなっている。
杉戸達哉
演 - 江守徹
刑事課長で階級は警視。『NEWジャングル』オープニングでの役名テロップは「杉戸課長」。捜査に関しては津上にほぼ一任している一方、作中では何かと津上を課長室に呼び出しては、自らの愚痴を織り交ぜつつ現在の捜査状況並びに今後の方針を津上に尋ねることが多く、そんな杉戸に対しての冷静かつ的を射た津上の返答に、若干の皮肉を交えた言葉を投げかけることも少なくはない。また一歩課長室から出ると、刑事たちに対してもやはり愚痴を織り交ぜつつ口やかましい。禁煙を宣言してはいるが何かにつけ一服しようとするため、津上にたしなめられる。『NEWジャングル』第11話では息子が事件に巻き込まれ、犯人に誘拐されている。

### ジャングルのみのレギュラー出演者
小日向京介
演 - 桑名正博
愛称・こびさん。以前は警視庁捜査四課に所属していた元マル暴刑事。階級は警部補。小日向の名前を知らないヤクザはモグリといわれ、それゆえに暴力団との癒着疑惑も持ちあがったほどであるが、それを逆手に大がかりな覚醒剤取引を押さえることに成功している他、暴力団が絡んだ事件では情報の入手ルートにめっぽう長けている面も見せている。離婚した元妻との間に娘・エリがおり、離婚後は妻に引き取られているが、重い心臓病のため入院治療中である。その愛娘の莫大な治療費を稼ぐために刑事を続けており、番組初期に通勤の足としていた愛車のシトロエン2CVも手術費用捻出のために売却した（第4話より）が、最終回では妻子とよりを戻す旨を津上に伝えている。その最終回にて射殺犯を追い詰めるも、逮捕を急ぐ磯崎を抑えきれず逆に磯崎を失う結果となった（犯人の大北は小日向が射殺）。事件解決後、磯崎の葬儀の折に事件の責任をとって辞職を表明し、八坂署を去るに至った。
永井七重
演 - 香坂みゆき
兵庫県神戸市出身。捜査一係の紅一点で、同期の九条・磯崎と仲が良く、後輩である中森の面倒を見る。｢サイテー!｣が口癖で、事あるごとに九条に対して｢九条、サイテー!｣と罵倒する。第22話「微笑みの殺意」ではプロポーズされるも、この時は自身に刑事を辞める意思はなく別れているが、第28話への登場を最後に、実家にいる母親の看病と父親の面倒を見るために依願退職したことが、続く第29話冒頭の会議シーンにて津上によって言及された。
磯崎正一
演 - 山口粧太
九条・永井と同期の若手刑事。本放送当時の若者に対し多用された「新人類」タイプで、先輩刑事からの声を受け入れようとしないなど自己中心的な面があり、拳銃の無断発砲により津上から雷を落とされたこともある。地方公務員である刑事の収入からはかけ離れたブランド思考の持ち主で、身に付けるスーツなどには金に糸目をつけない。若手男子警察官のための寮に暮らすが無断外泊も度々あり、その場合は恋人のまどかの家に行っている。恋人からは「しょうちゃん」と呼ばれ、九条からは「イソ」と呼ばれる。『ジャングル』中盤から後半にかけて人間的成長を見せ、最終回では「刑事は天職だと思えるようになった」と口にするほどまでになったが、まどかとの破局や捜査活動での失態が尾を引いた精神的動揺から、小日向と2人で犯人を追い詰めながらも、相手が所持していた自動小銃の5発の銃弾を受け殉職する。
中森真司
演 - 田中実
実直・真面目という言葉が似合う、刑事課最若手の刑事。刑事としては優しすぎることや未熟さゆえに失敗も多く、前述した性格が裏目に出て磯崎に命を救われたこともある。『ジャングル』最終回ではロサンゼルスで研修参加の話が舞い込むも、磯崎の殉職もあって参加に躊躇いを見せるが、九条らの後押しを受けロサンゼルスへ研修に旅立つ。『NEWジャングル』第26話「もう一人いた」にもゲストとして登場し、ここでは海外研修からの帰国直後に事件に巻き込まれ、自身の後任で同じく事件に遭遇した成田と共に容疑者を逮捕。事件解決後に本庁へ栄転する。
武田祥次
演 - 竜雷太
警視庁本部捜査第一課強行犯担当の係長で、階級は警部。事件の度に本部から派遣され八坂署にやって来る。八坂署の面々とは気心が知れており協力的に捜査活動に加わるほか、八坂署側が本庁の捜査方針に不満を持った場合にパイプ役として尽力することもある。溝口と同様に昔気質。車の運転が非常に下手であり、八坂署の駐車場にバンパーを何度と無くぶつける。6人目の子供が誕生したばかりの子だくさん家庭の父でもある。

### NEWジャングルのみのレギュラー出演者
成田浩平
演 - 江口洋介
北海道の余市育ちの新米刑事。階級は巡査。城南署防犯課に所属していたが、八坂署管内にて先輩刑事が殺害された事件で八坂署一係の面々と知り合ったことがきっかけとなり、八坂署に転属してきた。この事件では犯人に向けて発砲した際、その弾丸が津上の肩に誤って命中している。普段は八坂署の若手寮「青明寮」に住んでおり、優しく明るいナイスガイではあるが、その若さゆえに感情のままに突っ走る傾向がある他、行動もファッションも都会派とはかけ離れたワイルドなスタイルである。前述の「もう一人いた」では、自身の前任にあたる中森が帰国する報を受けた際に、自分が入れ替わりに転属するのではないかと不安をおぼえていたが、事件解決後に中森の転属先が本庁刑事課と聞き安堵の表情を見せている。また、その中森とは直接の絡みこそ少なかったものの、偶然乗り合わせたバスの車内で乗客の少年と連携の末、容疑者を検挙。ラストシーンの刑事部屋では、津上らには自身が選んだ手土産を個々に渡す一方、自身の存在を事件発生まで知らなかったため、最後に自身が持っていたボストンバックを「手土産」として手渡すなど、打ち解けた様子も見せている。

### セミレギュラー（シリーズ共通）
津上雅子
演 - 真野響子
邦明の妻で、父が建設会社の代表取締役社長を務める「社長令嬢」でもある。一度は懐妊が判明したがほどなく流産してしまい、このことで夫婦の絆が一段と強まった。『NEWジャングル』第11話「愛妻危機一髪」では、邦明によって内緒でおとり捜査に利用されたが、自身もうすうすおとりであることに感づいており、真相を知っても動揺することのないしっかり者な一面を見せている。
溝口明美
演 - 友里千賀子
平太の妻。夫婦仲は非常に良好で、平太が後輩一同を自宅に招いた際には手料理を振る舞う。『NEWジャングル』第17話「同期生」では待望の妊娠が判明し、以後出産準備のため実家に帰省した。

### セミレギュラー（ジャングルのみ）
宮田智子
演 - 永島暎子
小日向の離婚した元妻。愛娘エリの親権者だが、エリが闘病中であることから、たびたび京介を含め3人で一緒に食事をするなど、その関係は必ずしも険悪な状態ではなく、逆に離婚前には壊れてしまった互いの信頼を少しずつ再構築していく。
今村まどか
演 - 高樹沙耶
磯崎の恋人でホステス。実家はせんべい屋。最終回で見合いをした別の相手と結婚することになり、故郷へ帰って行った。
徳田
演 - 三谷昇
愛称「トクさん」。武田を補佐する本庁のベテラン刑事で、第1話 - 4話「バラバラ事件」編に登場。人当たりが柔らかく温厚ではあるが、刑事としては少々頼りない面も持つ。
駐車場係
演 - 丸岡奨詞
八坂署の地下駐車場詰め職員。車両の管理や扱いにうるさく、その風貌から刑事たちには「猪八戒」の異名で揶揄されている。

### セミレギュラー（NEWジャングルのみ）
岩田竜夫
演 - 阿藤海
八坂署の地域課に勤務する制服警察官（巡査）で、八坂署の若手男子寮である「青明寮」の寮長も務めている。寮に住む男子警察官にとっては理不尽に厳しい鬼寮長として恐れられているが、女性には弱く寮での鬼寮長ぶりが信じられないほどデレデレになる。特に水原に好意を持っていることを隠そうとはしない。また刑事課に配属されたいという密かな願望があり、欠員が出て欲しいと願っている。九条との間にはある種の信頼関係が存在。第20話では妹が事件に巻き込まれる。

## スタッフ
- プロデューサー（日本テレビ） - 岡田晋吉（「ジャングル」のみ）、服部比佐夫、宮崎洋（「NEWジャングル」のみ）
- プロデューサー（東宝）：梅浦洋一、山本悦夫
- 音楽 - 林哲司
- 撮影 - 安本英、内田清美、伊佐山巌
- 照明 - 原裕慈、松田清孝、椎野茂
- 録音 - 大庭弘、大宮健司
- 美術 - 末広富治郎、栗山吉正
- 助監督 - 村田忍、藤得悦、大久保直実、鎌田浩
- 記録 - 藤山久美子、土居久子、加藤瑞枝、宮下こずゑ、杉山昌子
- 選曲 - 山川繁
- 編集 - 神島帰美
- 広報担当 - 山口晋、野口和子
- 演技事務 - 武富光弘
- 擬斗 - 岡本隆、宇仁貫三
- カースタント - 関虎美、高橋レーシング
- 選曲 - 山川繁
- 整音・効果 - TESS
- 装置 - 東宝美術
- スチール - 東宝フォト
- 衣裳 - 京都衣裳
- 現像 - 東京現像所
- スタジオ - 東宝スタジオ、東宝ビルト
- 美粧 - 山田かつら
- タイトル - 島田プロダクション
- 撮影機材 - 光映新社
- 制作担当者 - 金井順泰、浅津弘義、山下秀治、湯原真佐夫
- 制作管理 - 車田守
- 監督補 - 岡田文亮
- 協力 - マクベスアメリカ、ロッキンガムペンタ、ダンワールド、サントロン、VIVAYOU、コロネット商会、renoma PARIS monsieur、コア・デ・ファム、DEP'T、CELINE ジェーシーシー、東洋事務器工業
- 製作著作 - 東宝株式会社
- 制作 - 日本テレビ

## テーマ曲

### ジャングル
テーマ曲はいずれも同一のメロディのアレンジ違いとなっている。
- オープニングテーマ：「Jungle -Main Theme-」
  - 作曲：林哲司、編曲：船山基紀
- エンディングテーマ：「Stranger's Dream」[注釈 17]
  - 作詞：売野雅勇、作曲：林哲司、編曲：新川博、歌・演奏：ジャッキー・リン&パラビオン[注釈 18]、発売：VAPレコード

### NEWジャングル
『NEWジャングル』ではエンディングは設けられず、キャスト・スタッフのクレジットも『太陽にほえろ!』などと同様にオープニングに集約される形とされた。また、オープニングテーマの「Dangerous Night」は当時はシングルレコードのみの発売で、1992年発売の『ジャングル+NEWジャングル ミュージックファイル』にて初CD化がなされた。
- オープニングテーマ：「ジャングル-Dangerous Night-」
  - 作曲：林哲司、編曲：船山基紀、演奏：ジェイク・H・コンセプション、発売：VAPレコード
- 挿入歌1：「ガラスのバレイ」
  - 作詞：大津あきら、作曲：林哲司、編曲：松下誠、歌：江口洋介、発売：フォーライフレコード
- 挿入歌2：「INSIDE AND OUT」
  - 唄・演奏：CINEMA、発売：VAPレコード

## 放送日程

### ジャングル（1987年）
| 放送回 | 放送日   | サブタイトル         | 脚本                                   | 監督          | ゲスト | 備考                                                               |
| ------ | -------- | -------------------- | -------------------------------------- | ------------- | --- | ------------------------------------------------------------------ |
| 1      | 2月27日  | バラバラ事件・その1  | 小川英 大川俊道                        | 木下亮        | 石橋蓮司 加藤和夫 一柳みる 石倭裕子 |                                                                    |
| 2      | 3月06日  | バラバラ事件・その2  | 小川英 尾西兼一                        | 木下亮        | 花沢徳衛 清水章吾 うえだ峻 塩見三省 吉水慶 中島めぐみ 藤木聖子 秋間登 湯沢紀保 高岡一郎 千葉裕子 新井今日子 中川彩 小川乃り子 寺内よしえ 倉屋烈 福本博史 門脇三郎 竹田寿郎 神崎智孝 福原学 石橋蓮司             |                                                                    |
| 3      | 3月13日  | バラバラ事件・その3  | 小川英 古内一成                        | 木下亮        | 石橋蓮司 清水章吾 冷泉公裕 榎木兵衛 平野稔 |                                                                    |
| 4      | 3月20日  | バラバラ事件・解決篇 | 小川英 尾西兼一                        | 木下亮        | 石橋蓮司 高林由紀子 福家美峰 遠藤憲一 |                                                                    |
| 5      | 3月27日  | 広域窃盗事件・その1  | 小川英 尾西兼一                        | 長谷部安春    | 下條アトム | EDテーマアレンジ変更                                               |
| 6      | 4月03日  | 広域窃盗事件・解決篇 | 小川英 古内一成                        | 長谷部安春    | 下條アトム | 2時間スペシャル。 再放送では「その2」と「解決篇」に 分割して放送。 |
| 7      | 4月24日  | 傷害致死事件         | 古内一成                               | 木下亮        | 内藤武敏 沼田爆 |                                                                    |
| 8      | 5月01日  | 少女失踪事件         | 小川英 尾西兼一                        | 木下亮        | 小林かおり 有川博 古本新之輔 斉藤暁 |                                                                    |
| 9      | 5月08日  | 悲しみの街角         | 柏原寛司                               | 長谷部安春    | 鹿内孝 伴直弥 |                                                                    |
| 10     | 5月22日  | 捜査打ち切り命令     | 小川英 蔵元三四郎                      | 長谷部安春    | 山西道広 |                                                                    |
| 11     | 6月05日  | 何で俺撃たれたの     | 小川英 大川俊道                        | 木下亮        | 梅野泰靖 中西良太 大村波彦 斉藤康彦 鹿又裕司 小山武宏 柴田時江 志賀圭一郎 三津木順 大津美智子 記平佳枝 大場健司 平田広明 前田真司 川野千鶴                                                                      |                                                                    |
| 12     | 6月12日  | 警察官蒸発           | 金子裕                                 | 長谷部安春    | 山本清 湯沢紀保 高杉亘 小寺大介 竹内靖 伊藤彰洋 秋野陽介 加藤大樹 小林アトム 石黒友章 相原幸典 今村エリ香 河合敏春 林博文 入谷透 鍋島美保子 曽我部和恭                                                          |                                                                    |
| 13     | 6月19日  | 逮捕のあと           | 尾西兼一 小川英                        | 木下亮        | 河原崎建三 蜷川有紀 森次晃嗣 西本裕行 藤江リカ 藍とも子 湯沢紀保 稲川善一 中平良夫 小谷野肇 西尾徳 高橋秀子 上條あづさ 湊広子 中島英策 小畑一博 端本政夫                                                        |                                                                    |
| 14     | 6月26日  | 追跡! 爆破魔         | 小川英 朝永正果 柊真琴                 | 木下亮        | 小坂一也 山本紀彦 内田稔 井上博一 立石凉子 江崎和代 小池雄介 山口真司 鈴木一正 井丸ゆかり 大川直子 北川勝博 車邦秀 大矢兼臣 井下栄 勝田武 川口節子                                                              |                                                                    |
| 15     | 7月03日  | 逮捕! 爆破魔         | 小川英 秋葉純子 松下ゆずる             | 木下亮        | 高橋洋子 中島久之 山本紀彦 井上高志 谷口香 山口将之 武内文平 山口真司 和田周 村上幹夫 望月太郎 皆川衆 沢柳廸子 五十嵐五十鈴 上田綾 勝田武 沢村行郎 有働智章 越村公一 菅由紀子 武井純子                          |                                                                    |
| 16     | 7月24日  | 警官が狙われた!      | 尾西兼一                               | 長谷部安春    | 加納竜 岡本広美 小野武彦 福岡正剛 小林尚志 新海丈夫 山崎猛 和泉史郎 小林アトム 森卓三 飯島大介 井上恭宏 山中康司 新富重夫 阿南聡 静志郎 小林昭彦 一ノ瀬明美                                                     |                                                                    |
| 17     | 7月31日  | 泥沼の中で…          | 長野洋                                 | 長谷部安春    | 磯部勉 睦五朗 里見和香 友金敏雄 奥久俊樹 重田尚彦 二家本辰己 樋口義隆 中尾慎司 大橋由政 新ミノル 中村正人 中川彩 倉田真起 和田辰雄                                                                              |                                                                    |
| 18     | 8月07日  | 逆転タイムリー       | 古内一成                               | 小谷承靖      | 峰岸徹 一色彩子 牧れい 磯村憲二 小林勝也 鶴田忍 吉原正皓 山本廉 谷村慶子 岡本陽介 |                                                                    |
| 19     | 8月21日  | 傷痕                 | 古内一成 小川英                        | 長谷部安春    | 中野誠也 大出俊 三好美智子 石山雄大 矢野間啓二 湯沢紀保 新野秀樹 瀬山修 倉吉朝子 石井紀子 奈良坂敦 関みさお 松本恭華 村井のり子                                                                                 |                                                                    |
| 20     | 8月28日  | 人質                 | 峯尾基三                               | 小谷承靖      | 中村明美 |                                                                    |
| 21     | 9月04日  | あいつの素顔         | 金子裕                                 | 長谷部安春    | 久富惟晴 小林昭二 |                                                                    |
| 22     | 9月11日  | 微笑みの殺意         | 尾西兼一 小川英                        | 長谷部安春    | 風祭ゆき 速水亮 今西正男 |                                                                    |
| 23     | 9月18日  | 先生                 | 古内一成                               | 木下亮        | 西岡徳馬 高木美保 二戸義則 |                                                                    |
| 24     | 10月02日 | 八坂署への挑戦       | 金子裕                                 | 小谷承靖      | 勝部演之 立原ちえみ |                                                                    |
| 25     | 10月09日 | 若い野獣たち         | 小川英 蔵元三四郎                      | 木下亮        | ひかる一平 土屋香織 及川ヒロオ |                                                                    |
| 26     | 10月16日 | その少年を追え!      | 小川英 コーネリアス・グリーン 加藤宏美 | 小谷承靖      | 角田英介 可愛かずみ |                                                                    |
| 27     | 10月23日 | 赤いブルゾン         | 峯尾基三                               | 木下亮 村田忍 | 広岡瞬 佐藤恵利 上田忠好 | 山中湖ロケ                                                         |
| 28     | 10月30日 | 危険な拾いもの       | 長野洋                                 | 村田忍 木下亮 | 長戸勝彦 伊佐山ひろ子 佐原健二 | 永井刑事最終出演                                                   |
| 29     | 11月06日 | 熱死線               | 古内一成                               | 鈴木一平      | 四禮正明 中田譲治 武藤章生 |                                                                    |
| 30     | 11月13日 | 南から来た男         | 金子裕                                 | 鈴木一平      | 影山英俊 友金敏雄 | 水原刑事着任                                                       |
| 31     | 11月20日 | マドンナのように     | 古内一成 小川英                        | 小谷承靖      | 福永恵規 石丸謙二郎 | 武田警部最終出演                                                   |
| 32     | 11月27日 | 四時間の空白         | 小川英 蔵元三四郎                      | 小谷承靖      | 竹井みどり 西沢利明 藤木悠 |                                                                    |
| 33     | 12月04日 | ブラインドの向う側   | 小川英 安達謙太郎                      | 鈴木一平      | 戸川純 平泉成 |                                                                    |
| 34     | 12月18日 | ヤング・ストリート   | 小川英 若月ユウ陽                      | 鈴木一平      | 片山由香 |                                                                    |
| 35     | 12月25日 | 磯崎刑事殉職         | 尾西兼一 小川英                        | 小谷承靖      | 小沢仁志 福家美峰 大谷朗 寺戸千恵美 原一平 中野英雄 古川博樹 越村公一 森田浩平 太田政和 岸端浩也 平井誠一 田中秀一 坂井成 福永喜一 塚田亘 田之頭保弘 牧野信一 森岡聡 小田島隆 真木仁 大平浩之 須賀友之 諏訪部仁 | 小日向刑事退職 中森刑事研修へ                                      |

### NEWジャングル（1988年）
| 放送回                                           | 放送日  | サブタイトル     | 脚本              | 監督       | ゲスト | 備考                              | 視聴率 |
| ------------------------------------------------ | ------- | ---------------- | ----------------- | ---------- | --- | --------------------------------- | ------ |
| 1                                                | 1月08日 | 噂の浩平登場!    | 金子裕            | 木下亮     | 中西良太 片岡弘貴 立原ちえみ 真田陽一郎 三田村賢二 浦信太郎 滝川昌良 磯部真佐子 有山昭子 角谷康 山下一廣 五代哲 佐藤達哉 中村ゆり子 峰松佳代 小田島隆 真木仁 大平浩之 須賀友之   | 成田刑事着任                      | 11.4%  |
| 2                                                | 1月15日 | 浩平が泣いた     | 古内一成          | 木下亮     | 河合宏 山口将之 若林哲行 篠木亮平 星野雄史 戸田薫 山川理英 吉田竜也 前田裕美 小田島隆 真木仁 大平浩之 中村ゆり子 渡邊いずみ 岩井泉 西森隆 中本恒夫                               | ロケ協力:横浜新都市脳神経外科病院 | 12.6%  |
| 3                                                | 1月22日 | 刑事が憎い       | 蔵元三四郎 小川英 | 鈴木一平   | 益岡徹 片岡弘貴 |                                   | 13.3%  |
| 4                                                | 1月29日 | 殺人者の顔       | 金子裕            | 鈴木一平   | 寺田農 野村昭子 西本ひろ子 |                                   | 12.6%  |
| 5                                                | 2月05日 | 幸福             | 小川英 長田澄江   | 小谷承靖   | 服部妙子 頭師孝雄 |                                   | 12.8%  |
| 6                                                | 2月12日 | 死ぬな浩平       | 峯尾基三          | 小谷承靖   | 田島令子 |                                   | 12.5%  |
| 7                                                | 2月19日 | 婦警の恋         | 尾西兼一 小川英   | 村田忍     | 小牧彩里 宮田恭男 杉江廣太郎 松浪志保 遠藤裕美子 森朝子 花かおる 岡本達哉 剛州 高岡一郎 藤原弘行 阿部みどり 宮本照美 那須美由紀 上條あづさ 真木仁 大平浩之 中村ゆりこ 小嶋あづさ |                                   | 12.6%  |
| 8                                                | 2月26日 | ガキとデカ       | 金子裕            | 村田忍     | 潮哲也 |                                   | 12.6%  |
| 9                                                | 3月04日 | 飛べない鶴       | 古内一成          | 鈴木一平   | 高部知子 堀広道 吉水慶 明日香尚 川崎博司 堀勉 吉佐美聖子 須部浩美 小田島隆 大平浩之 真木仁 雑喉敦世 中村ゆりこ                                                                   | ロケ協力:河口湖畔河口湖第一ホテル | 11.0%  |
| 10                                               | 3月11日 | ショットガン     | 大川俊道 小川英   | 鈴木一平   | 南條豊 遠藤憲一 中島めぐみ 黒田眞澄 三谷いつか 岸一成 神崎智孝 小葉竹英治 福本浩己 橘田剛 小田島隆 真木仁 大平浩之 中村ゆりこ                                                    |                                   | 11.3%  |
| 11                                               | 3月18日 | 愛妻危機一髪     | 長野洋            | 手銭弘喜   | 睦五郎 織本順吉 伴直弥 |                                   | 13.8%  |
| 12                                               | 3月25日 | 突破口           | 柏原寛司          | 手銭弘喜   | 平賀雅臣 中田譲治 山本顔ノ介 田島基吉 小林大介 山下一広 平井誠一 品衛里仁 横尾三郎 福永喜一 小田島隆 真木仁 大平浩之 広森信吾                                                    |                                   | 14.7%  |
| 13                                               | 4月08日 | 183人の犠牲      | 古内一成          | 長谷部安春 | 下塚誠 石山雄大 | OP変更                            | 11.5%  |
| 14                                               | 4月15日 | 危ないデート     | 金子裕            | 長谷部安春 | 伊藤麻衣子 新田純一 |                                   | 8.0%   |
| 15                                               | 4月22日 | 俺たちのアダウチ | 峯尾基三          | 村田忍     | 佐藤仁哉 遠藤由美子 団巌 |                                   | 12.0%  |
| 16                                               | 4月29日 | 今どきの女       | 尾西兼一 小川英   | 村田忍     | 岩本千春 杉欣也 |                                   | 10.3%  |
| 17                                               | 5月06日 | 同期生           | 金子裕            | 小谷承靖   | 三浦リカ 片桐竜次 松井益弘 住本賢靖 千葉清次郎 須賀友之 竹田寿郎 新実 井下栄 小田島隆 真木仁 大平浩之 和田龍男                                                                   | ロケ協力:横浜新都市脳神経外科病院 | 12.2%  |
| 18                                               | 5月20日 | どこかで聞いた声 | 古内一成          | 鈴木一平   | 宮内洋 時本和也 |                                   | 11.2%  |
| 19                                               | 5月27日 | おかしな関係     | 尾西兼一 小川英   | 鈴木一平   | 永瀬正敏 中田博久 |                                   | 14.0%  |
| 20                                               | 6月03日 | 兄貴は一生懸命   | 金子裕            | 手銭弘喜   | 白島靖代 |                                   | 14.1%  |
| 21                                               | 6月10日 | 刑事の一言       | 小川英 蔵元三四郎 | 手銭弘喜   | 岡坂あすか |                                   | 13.1%  |
| 22                                               | 6月17日 | イヤな予感       | 古内一成          | 木下亮     | 今福将雄 |                                   | 11.2%  |
| 23                                               | 6月24日 | 瀬戸大橋・忍ぶ愛 | 長野洋            | 鈴木一平   | 大門正明 一色彩子 富川徹夫 鈴鹿景子 及川ヒロオ | 岡山・香川ロケ                    | 15.2%  |
| 24                                               | 7月01日 | 瀬戸大橋・故郷へ | 長野洋            | 鈴木一平   | 藤代美奈子 | 岡山・香川ロケ                    | 10.2%  |
| 25                                               | 7月08日 | ダンサー         | 峯尾基三          | 木下亮     | 丸岡奨詞 |                                   | 16.9%  |
| 26                                               | 7月15日 | もう一人いた     | 古内一成          | 鈴木一平   | 田中実 磯村憲二 杉浦一恵 車だん吉 高杉亘 曽雌達人 根本里生子 兼田晴巨 伊東佐知子 結城理加 今井洋平 千葉拓美 小田島隆 真木仁 大平浩之 志村章子                                    | 中森刑事ゲスト登場                | 15.5%  |
| 27                                               | 7月22日 | 家庭の中の秘密   | 金子裕            | 鈴木一平   | 大塚良重 朝比奈順子 塩見三省 |                                   | 12.0%  |
| 28                                               | 7月29日 | あばよ八坂署     | 小川英 北川哲史   | 手銭弘喜   | 磯部勉 沢井桂子 |                                   | 11.0%  |
| 29                                               | 8月05日 | わが青春のロック | 小川英 若月ユウ陽 | 手銭弘喜   | 深水三章 小野みゆき 斉藤暁 |                                   | 9.7%   |
| 30                                               | 8月12日 | ふたり           | 金子裕            | 鈴木一平   | 比企理恵 遠藤憲一 |                                   | 13.0%  |
| 31                                               | 8月19日 | あぶない嘘       | 峯尾基三          | 鈴木一平   | 平泉成 服部妙子 高峰圭二 長谷部香苗 根岸一正 |                                   | 9.0%   |
| 32                                               | 8月26日 | 息子よ、逮捕する | 蔵元三四郎 小川英 | 長谷部安春 | 海津亮介 粟津號 |                                   | 10.5%  |
| 33                                               | 9月02日 | そして、愛…      | 古内一成          | 長谷部安春 | 鈴木瑞穂 滝田裕介 石山雄大 |                                   | 18.0%  |
| 世帯平均視聴率 12.4％（ビデオリサーチ 関東地方） |         |                  |                   |            | |                                   |        |

## 備考
- 物語の舞台となる警視庁八坂警察署のネーミングは、『太陽にほえろ!』の舞台が七曲署で、それに続く舞台として「八坂署」はどうかと、脚本家の蔵元三四郎が提案したことから採用された。蔵元は、時代劇の撮影現場である京都を訪れたとき、散策途中に八坂神社、九条警察署などを見て思いついたと、後年自身のホームページで語っている。
- 放送開始当時の雑誌記事では、杉戸は警視、津上は警部、植松・小日向・溝口・明石は警部補、佐久間は巡査部長と紹介されていた。また、溝口と津上は同期生で、前述の通り職務を離れると友人として会話する場面もあった。
- 小日向役を演じた桑名は、後年ラジオ番組への出演の際に、『ジャングル』の出演はあまり乗り気ではなかったと述懐している。実際に第29話 - 第31話のように作中に登場しない回も存在するものの、最終回には出演していた。
- 1987年2月には、「広域窃盗事件」のロケ撮影も兼ねる形で、東京練馬のとしまえんにて番組開始を記念した鹿賀・桑名・香坂・山口・田中によるトークショーが開かれ、会場では車内吊用の番組ポスターと記念イベントパンフが配布された。トークショーでは、桑名の役が離婚した設定であることから、「（劇中の離婚相手は）アン・ルイスじゃないですよ」と言って場内を沸かせ、さらに子どもには持病があるとの設定に引っ掛ける形で「うちの子どもは病気じゃないですからね」とも付け加えた。
- 八坂署のパーマネントセットがあった東宝スタジオ2番ステージには、一時七曲署のセットも組まれていた。
- 刑事課の電話や無線機の着信コール音、一部パトカーのサイレン音は後に『刑事貴族シリーズ』でも流用されている。
- 携帯する拳銃（ステージガン）はリアリティを重視し、外観がニューナンブM60に似ているコルト・ローマン4in[注釈 19]、女性刑事用には小型オートマチック拳銃を採用（七重刑事が使用している光景が11話や20話辺りで見られる）[注釈 20]。この当時、ニューナンブはモデルガンはもちろん、エアソフトガンにも存在しなかった。
- 同じ日本テレビ系刑事ドラマで、『ジャングル』とほぼ同時期に日曜21時台で放送されていた『あぶない刑事』（セントラル・アーツ制作）の第28話「決断」では、近藤課長（中条静夫）に軽くあしらわれた大下（柴田恭兵）が「ジャングルでも行こうかなあ〜」と、本作品に絡めた愚痴をこぼす一幕が盛り込まれている。同作品のレギュラー出演者のうち、吉井浩三役の山西道広は『ジャングル』第10話「捜査打ち切り命令」に、少年課・愛川刑事役の飯島大介は第16話「警官が狙われた!」に、また山路瞳役の長谷部香苗は『NEWジャングル』第31話「あぶない嘘」に、それぞれゲスト出演している。
- 捜査車両、白黒パトカーなど車両関係はトヨタが協力（初期には、本来警察車両には付かないJAFの会員車両用ステッカーやカーバッジが取付けられていた）[注釈 21]、警察無線機はスポンサーであった三菱電機製のものが使用された[注釈 22]。他に、署の廊下に三本コーヒーの紙コップ式自動販売機が置かれ、捜査の合間の休憩シーン等で印象的に使われている。
- 明石刑事役の安原義人は、本作品と同年にスタートしたテレビアニメ『シティーハンター』（よみうりテレビ）の冴羽獠役が99%決まっていたものの、本作品への出演に伴うスケジュール上の関係で同作品への出演を断念することになったという経緯がある[3]。

## 放送ネット局
系列は本放映当時のもの。
| 放送対象地域  | 放送局         | 系列                                         | ネット形態             | 備考                                                               |
| ------------- | -------------- | -------------------------------------------- | ---------------------- | ------------------------------------------------------------------ |
| 関東広域圏    | 日本テレビ     | 日本テレビ系列                               | 同時ネット             | 制作局                                                             |
| 北海道        | 札幌テレビ     | 日本テレビ系列                               | 同時ネット             |                                                                    |
| 青森県        | 青森放送       | 日本テレビ系列 テレビ朝日系列                | 同時ネット             |                                                                    |
| 岩手県        | テレビ岩手     | 日本テレビ系列                               | 同時ネット             |                                                                    |
| 宮城県        | ミヤギテレビ   | 日本テレビ系列                               | 同時ネット             |                                                                    |
| 秋田県        | 秋田放送       | 日本テレビ系列                               | 同時ネット             |                                                                    |
| 山形県        | 山形放送       | 日本テレビ系列 テレビ朝日系列                | 同時ネット             |                                                                    |
| 福島県        | 福島中央テレビ | 日本テレビ系列                               | 同時ネット             |                                                                    |
| 山梨県        | 山梨放送       | 日本テレビ系列                               | 同時ネット             |                                                                    |
| 新潟県        | テレビ新潟     | 日本テレビ系列                               | 同時ネット             |                                                                    |
| 長野県        | テレビ信州     | 日本テレビ系列 テレビ朝日系列                | 遅れネット →同時ネット | 初回から1987年9月までは遅れネット。 同年10月より同時ネットに移行。 |
| 静岡県        | 静岡第一テレビ | 日本テレビ系列                               | 同時ネット             |                                                                    |
| 富山県        | 北日本放送     | 日本テレビ系列                               | 同時ネット             |                                                                    |
| 石川県        | 北陸放送       | TBS系列                                      | 遅れネット             |                                                                    |
| 福井県        | 福井放送       | 日本テレビ系列                               | 同時ネット             |                                                                    |
| 中京広域圏    | 中京テレビ     | 日本テレビ系列                               | 同時ネット             |                                                                    |
| 近畿広域圏    | よみうりテレビ | 日本テレビ系列                               | 同時ネット             |                                                                    |
| 鳥取県 島根県 | 日本海テレビ   | 日本テレビ系列                               | 同時ネット             |                                                                    |
| 広島県        | 広島テレビ     | 日本テレビ系列                               | 同時ネット             |                                                                    |
| 山口県        | 山口放送       | 日本テレビ系列 テレビ朝日系列                | 同時ネット             |                                                                    |
| 徳島県        | 四国放送       | 日本テレビ系列                               | 同時ネット             |                                                                    |
| 香川県 岡山県 | 西日本放送     | 日本テレビ系列                               | 同時ネット             |                                                                    |
| 愛媛県        | 南海放送       | 日本テレビ系列                               | 同時ネット             |                                                                    |
| 高知県        | 高知放送       | 日本テレビ系列                               | 同時ネット             |                                                                    |
| 福岡県        | 福岡放送       | 日本テレビ系列                               | 同時ネット             |                                                                    |
| 長崎県        | テレビ長崎     | フジテレビ系列 日本テレビ系列                | 同時ネット             |                                                                    |
| 熊本県        | 熊本県民テレビ | 日本テレビ系列                               | 同時ネット             |                                                                    |
| 大分県        | テレビ大分     | フジテレビ系列 日本テレビ系列 テレビ朝日系列 | 同時ネット             |                                                                    |
| 宮崎県        | テレビ宮崎     | フジテレビ系列 日本テレビ系列 テレビ朝日系列 | 同時ネット             |                                                                    |
| 鹿児島県      | 鹿児島テレビ   | 日本テレビ系列 フジテレビ系列                | 同時ネット             |                                                                    |
| 沖縄県        | 沖縄テレビ     | フジテレビ系列                               | 遅れネット             |                                                                    |